# Fugitive Slave Act (1850)

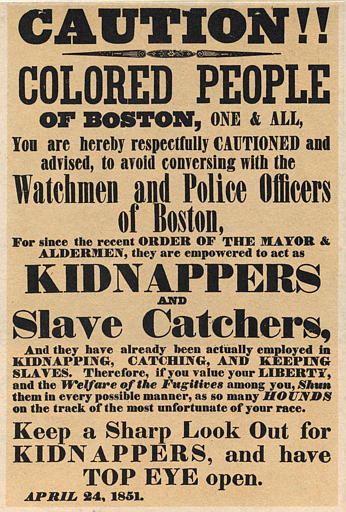
Affiche uit Boston die zwarten waarschuwde niet met de politie te praten omdat die kon optreden als slavenvanger (1851)

De Fugitive Slave Act van 18 september 1850 was een Amerikaanse wet die oplegde dat ontsnapte slaven moesten worden aangehouden en uitgeleverd aan hun eigenaars en die elke vorm van hulp aan ontsnapte slaven strafbaar stelde. De wet was een van de meest controversiële onderdelen van het compromis van 1850 tussen de slavenstaten van het Zuiden en de vrije staten van het Noorden. Abolitionisten spraken over de "bloedhondwet". Zij criminaliseerde het helpen van ontsnapte slaven en dwong ordehandhavers van vrije staten tot medeplichtigheid aan een praktijk die ze misschien moreel veroordeelden. De wet droeg bij aan de polarisatie van het land en was een van de factoren die leidden tot de Amerikaanse Burgeroorlog. Tijdens die oorlog werd zij in 1864 opgeheven.

## Context
De Amerikaanse grondwet schreef voor dat slaven die naar een andere staat waren ontsnapt, moesten worden uitgeleverd. De invulling van dit principe was gebeurd door de Fugitive Slave Act van 1793, maar die was in verschillende noordelijke staten uitgehold door wetten die de tussenkomst van een volksjury voorschreven, het gebruik van lokale gevangenissen verhinderden of de assistentie van staatsfunctionarissen ontzegden. In 1842 oordeelde het Hooggerechtshof van de Verenigde Staten in Prigg v. Pennsylvania dat staten geen hulp hoefden te bieden bij de jacht op voortvluchtige slaven. Vooral in de grensstaten ontsnapten honderden slaven per jaar, een aantal dat in de zuidelijke propaganda fors werd opgeblazen. Ze vonden een onderkomen in plaatsen als Cass County, dat in 1847 en 1849 het slachtoffer was van raids vanuit het Zuiden.

## Inhoud
Als reactie op de verzwakking van de oorspronkelijke Fugitive Slave Act, diende de democratische senator James M. Mason uit Virginia in 1850 een verscherpte versie in. Zijn tekst, die werd aangenomen door het Amerikaanse Congres en ondertekend door president Millard Fillmore, verplichtte ordehandhavers om personen die van ontsnapping werden verdacht aan te houden op grond van een eenvoudige verklaring onder eed door de beweerdelijke eigenaar. Habeas corpus was niet van toepassing, een jury was niet toegestaan, en de aangehoudene mocht niet getuigen. Al wie direct of indirect hulp bood aan voortvluchtigen, hun aanhouding probeerde te verhinderen of hen voedsel of onderdak verschafte, werd bestraft met een boete tot duizend dollar en een gevangenisstraf tot zes maanden. Officieren die een ontsnapte slaaf arresteerden, kregen een bonus of promotie.

## Toepassing en gevolgen
De wet had tot gevolg dat ontsnappen moeilijker werd. Het uithollen van de rechten van verdediging leidde tot ontvoeringen en zelfs tot het in slavernij afvoeren van vrije zwarten. Een van de meest besproken veroordelingen onder de Fugitive slave act was het relaas van Margaret Garner, die werd teruggestuurd naar haar eigenaar nadat ze, toen ze werd opgepakt na een ontsnapping, haar kinderen had willen doden zodat die niet weer  op de plantage terecht zouden komen. Een proces tot opeising van Joshua Glover en Sherman Booth kwam in 1855 voor het Hooggerechtshof van Wisconsin, dat de Fugitive Slave Act ongrondwettig verklaarde. Maar het federale Hooggerechtshof volgde niet en handhaafde de wet in 1859 in Ableman v. Booth.
Doordat de Fugitive Slave Act ook gericht was tegen burgers en hun instellingen verantwoordelijk maakte voor het afdwingen van de slavernij, wakkerde zij de noordelijke gevoelens tegen slavernij aan. Onverschilligheid sloeg om in betrokkenheid, en velen beslisten de onrechtvaardige wet te bestrijden. Harriet Beecher Stowe publiceerde in 1852 haar roman Uncle Tom's Cabin als reactie op de wet.
Een ander gevolg was dat Canada de belangrijkste bestemming voor ontsnapte slaven werd. De zwarte bevolking van Canada steeg tussen 1850 en 1860 van 40.000 tot 60.000, en de smokkelroutes van de Underground Railroad werden verlegd. In 1855 waren naar schatting 3.500 zwarten in Canada op de vlucht voor de Amerikaanse slavernij. In diezelfde periode daalde de zwarte bevolking van New York met bijna 2.000.

## Opheffing
Het einde van de Fugitive Slave Act kwam er door de Amerikaanse Burgeroorlog. Aanvankelijk had de Unie geen vaststaand beleid ten aanzien van mensen die aan de slavernij ontsnapten. Slaven die hun plantages verlieten, werden soms gewoon teruggestuurd. Dat veranderde toen Benjamin Butler en enkele andere generaals van de Unie weigerden dergelijke personen aan te houden omdat de Unie en de Confederatie in oorlog waren. Hij nam tot slaaf gemaakte mensen in beslag als oorlogssmokkelwaar en liet ze vrij, stellend dat het verlies van arbeid de Confederatie zou schaden. Lincoln stond Butler toe zijn beleid voort te zetten, maar herriep verdergaande maatregelen van andere commandanten, die alle slaven bevrijdden. 
Op initiatief van Lyman Trumbull vaardigde het Amerikaanse Congres in augustus 1861 de Confiscation Act uit, die opstandige slavenhouders verbood voortvluchtigen opnieuw tot slaaf te maken. Militaire emancipatie werd het officiële beleid van de Unie, zij het alleen ten aanzien van slavenhouders die de zuidelijke zaak steunden. In maart 1862 kwam ook aan deze beperking een einde toen het Congres niet langer toeliet dat het Unieleger nog iemand terugstuurde naar de slavernij. Maar het duurde nog tot juni 1864 voor de Fugitive Slave Act formeel werd opgeheven.

## Voetnoten
1. ↑  H. Robert Baker, "The Fugitive Slave Clause and the Antebellum Constitution" in: Law and History Review, 2012, nr. 4, p. 1133-1174. DOI:10.1017/S0738248012000697
2. ↑  (en) KAREEM A. SIMPSON, Margaret Garner: the mystery behind the murder. NKY Thrives (8 november 2018). Geraadpleegd op 16 juni 2024.
3. ↑  (en) Kristine Yohe, Margaret Garner, Rememory, and the Infinite Past: History in Beloved. Geraadpleegd op 15 juni 2024.

- Gemeinsame Normdatei: 1154453189
- Library of Congress Control Number: n94049341
- National Archives and Records Administration: 10664607
- Nationale bibliotheek van Australië: 50704281
- Nationale Bibliotheek van Israël: 987007460670105171
- Virtual International Authority File: 175883565